# Autocharis mimetica
Autocharis mimetica là một loài bướm đêm trong họ Crambidae.